# Habenaria ditricha
Habenaria ditricha är en orkidéart som beskrevs av Joseph Dalton Hooker. Habenaria ditricha ingår i släktet Habenaria och familjen orkidéer.
Artens utbredningsområde är Burma. Inga underarter finns listade i Catalogue of Life.